# Stilbe
Stylbe es un género con 17 especies de plantas perteneciente a la familia Stilbaceae.

## Especies seleccionadas
- Stilbe albiflora
- Stilbe cernua
- Stilbe chorisepala